# 依斯迈沙比里
拿督斯里依斯迈·沙比里·耶谷（1960年1月18日—），马来西亚政治人物，現任彭亨百乐国会议员。曾经担任第9任马来西亚首相（2021－2022）、副首相（2021）和巫统副主席。
他自2004年马来西亚大选以来擔任彭亨百乐国会议员。2008年馬來西亞大選連任百樂國會議員後，他被委任爲青年及體育部長，是他首次入閣。2009年，出任国内贸易、合作社及消费者事务部部長。2013年馬來西亞大選之後，依斯迈沙比里掌管農業及農基工業部，改组後則轉職乡村及区域发展部长。
2018年馬來西亞大選，國民陣綫自馬來西亞獨立以來首次敗選、希望聯盟上臺執政，依斯迈沙比里自2019年3月起成爲马来西亚国会反对党领袖，直至一年後希望聯盟政府倒臺、國民聯盟政府接任爲止。國民聯盟政府任内，掌管國防部的他同其他三位部長獲慕尤丁遴選為“高級部長”。
2021年7月，他獲擢升為第13任馬來西亞副首相，是首位和首相不同政党联盟的副首相，但随着第8任首相慕尤丁在1个月后不再獲得多數國會議員支持而請辭，成为馬來西亞歷史上在任時間最短的马来西亚副首相，任期僅40天。依斯迈沙比里遂獲多數議員表態支持，其所屬政黨联盟國民陣綫與國民聯盟組織新馬來西亞政府，继而出任马来西亚第9任首相，也是首位和目前的唯一一位任期里無设立马来西亚副首相的內閣，亦是首位在馬來亞聯合邦脫離英國獨立後出生，首位非党魁的馬來西亞首相，并且是首位曾经担任国会反对党领袖的首相。2022年10月10日，依斯迈沙比里宣布解散国会，任期仅14个月，打破其前任慕尤丁的任相日期，成为有历以来任期最短的首相，并在随后担任看守首相直至2022年马来西亚大选结束为止。

## 政治生涯
依斯迈沙比里曾是巫统副主席，其立场偏右翼，常引起许多争议如杯葛华商论、开设专门给土著的刘蝶广场2、停赞助新生至泰莱大学深造、吃海龟蛋疑云、不管制电子烟，引起民众反感。

### 马来西亚国防部长
2020年3月1日，慕尤丁获得国家元首苏丹阿都拉委任首相职位后，带领国民联盟入主布城，依斯迈沙比里于3月10日受委为马来西亚国防部长。
同年11月30日，社交网络上流传依斯迈沙比里与10多人在室内围坐在一张长方形的桌子，违反了保持人身距离SOP和没戴口罩图片。

### 马来西亚副首相
2021年7月7日，首相慕尤丁以线上会议的方式举行内阁会议。随后，有消息指出，任职国防部长的伊斯迈将会升职成为马来西亚副首相并继续担任国防部长。这是自从2020年马来西亚政变的第一位副首相，也是慕尤丁内阁的第一位副首相。在当天下午，马来西亚首相办公室发文宣布，慕尤丁委任伊斯迈为马来西亚第13任副首相，并同时兼任马来西亚国防部长。当时正在重新讨论巫统退出国盟问题，但该调度未能安抚巫统。同日夜晚，巫统主席阿末扎希宣布，巫统最高理事会一致同意退出国盟政府。7月9日，沙比利正式以副首相的身份就任。
8月初，在国家元首苏丹阿都拉公开谴责慕尤丁领导的政府拒绝遵守他要求撤销向议会提交的Covid-19紧急法令后，国阵兼巫统主席阿末扎希与其派系成员以「叛国罪」为由，向国盟政权发动政治攻势，要求所有党员辞去官职和慕尤丁下台。巫统在此倒阁行动中分为两个派系，部分巫统议员则选择继续留在政府部门服务，伊斯迈率领其它国阵议员于8月16日公开支持慕尤丁继续担任首相职位。
2021年8月16日，由于巫统撤回对国盟政权的支持，导致慕尤丁在失去多数议员支持后辞去首相的职务和解散内阁。国家元首苏丹阿都拉随后要求所有220名国会议员提交一份名单，说明他们首选的首相候选人。8月19日，看守首相慕尤丁宣布，他会与国盟和砂拉越全民团结党等共114名国会议员明确支持伊斯迈为首相候选人，以确保前政府政策的连续性。但慕尤丁补充说，这种支持是「有条件的」，他要求在新内阁中不可接纳受法庭案件影响的人士，以及确保三权分立和司法独立，并维护君主立宪制。

## 首相（2021年至2022年）

### 就任
在222个国会议席占114名国会议员支持的微弱多数，同时在与巫统国会议员同意并结束马来西亚的政治僵局下，依斯迈沙比里获得国家統治者會議於2021年8月20日选择为下任首相承继人。隔日，他在国家皇宫举行的就任和宣誓仪式中，正式从国家元首手上接下第9任马来西亚首相的委任。

### 政策
依斯迈沙比里上任次日，使用首相身份视察了水灾地区，并向全国发表了他的首次就职演说，介绍了“大马一家” (Keluarga Malaysia) 概念，并表示这是他执政的主题，旨在团结全国所有政党共同战胜2019冠状病毒病马来西亚疫情大流行，他還邀请反对党加入国家复苏委员会，呼吁所有国会议员共同努力帮助国家。
2021年8月27日，依斯迈沙比里完成组建政府和分配内阁名单的工作，其政府成员主要来自与慕尤丁政府相同的政党和国会议员组成。依斯迈沙比里任命的70名部长和副部长几乎与慕尤丁内阁相同，而阿末扎希的派系仅获得1名副部长职位。另外，依斯迈沙比里在9月12日与主要在野党联盟希望聯盟签署《关于转型和政治稳定的谅解备忘录》，承诺共同降低政治分歧，双方将通过政治转型和改革的举措，特别是在加强议会机构的作用方面，将重点和优先事项放在新的政治格局上，并与在野党合作抗击Covid-19大流行。

### 內政
2021年10月23日，依斯迈沙比里在出任首相后首次前往砂拉越，并在参观柏特拉再也医院项目现场后举行的新闻发布会上表示，他不希望任命救援承包商的做法继续下去，而是呼吁从一开始就更密切地监督政府项目，以确保它们按计划完成。此外，他在古晋婆罗洲会议中心启动“马来西亚家庭基金会”概念时，还表示要成立“马来西亚家庭基金会” ，以照顧因新冠肺炎而成为孤儿的儿童。

#### 濒海战舰丑闻
2022年8月10日，在濒海战舰丑闻中，依斯迈沙比里表示政府将解密濒海战舰文件。
|  | “内阁已同意敦促反贪会加快调查，如果获得有力证据，总检察长应着手对责任人提起诉讼。尽管如此，内阁今天做出的决定不会影响到4月20日原定的濒海战舰恢复计划下的动员进程。政府致力于继续该项目，因为它对国防和满足我们海军部队的需求至关重要。我代表政府保证，对此事的调查将透明进行，政府不会包庇任何涉案人员，” — 依斯迈沙比里 |

#### 推廣馬來語
依斯迈沙比里任相期間强调马来西亚人使用马来语。他还提议将马来语指定为东南亚国家联盟除英语之外的第二官方语言。他补充说：“我们不必为在国际层面使用马来语感到羞耻或尴尬”。2022年9月7日，他赞扬并祝愿新当选的在马来西亚出生的澳大利亚国会议员林文清能说马来语。他还对看到马来语在议会中被听到以及在世界舞台上得到提升感到自豪。2022年9月24日，他创造历史，成为首位在联合国大会上使用该语言发表演讲的马来西亚首相。

### 外交事務

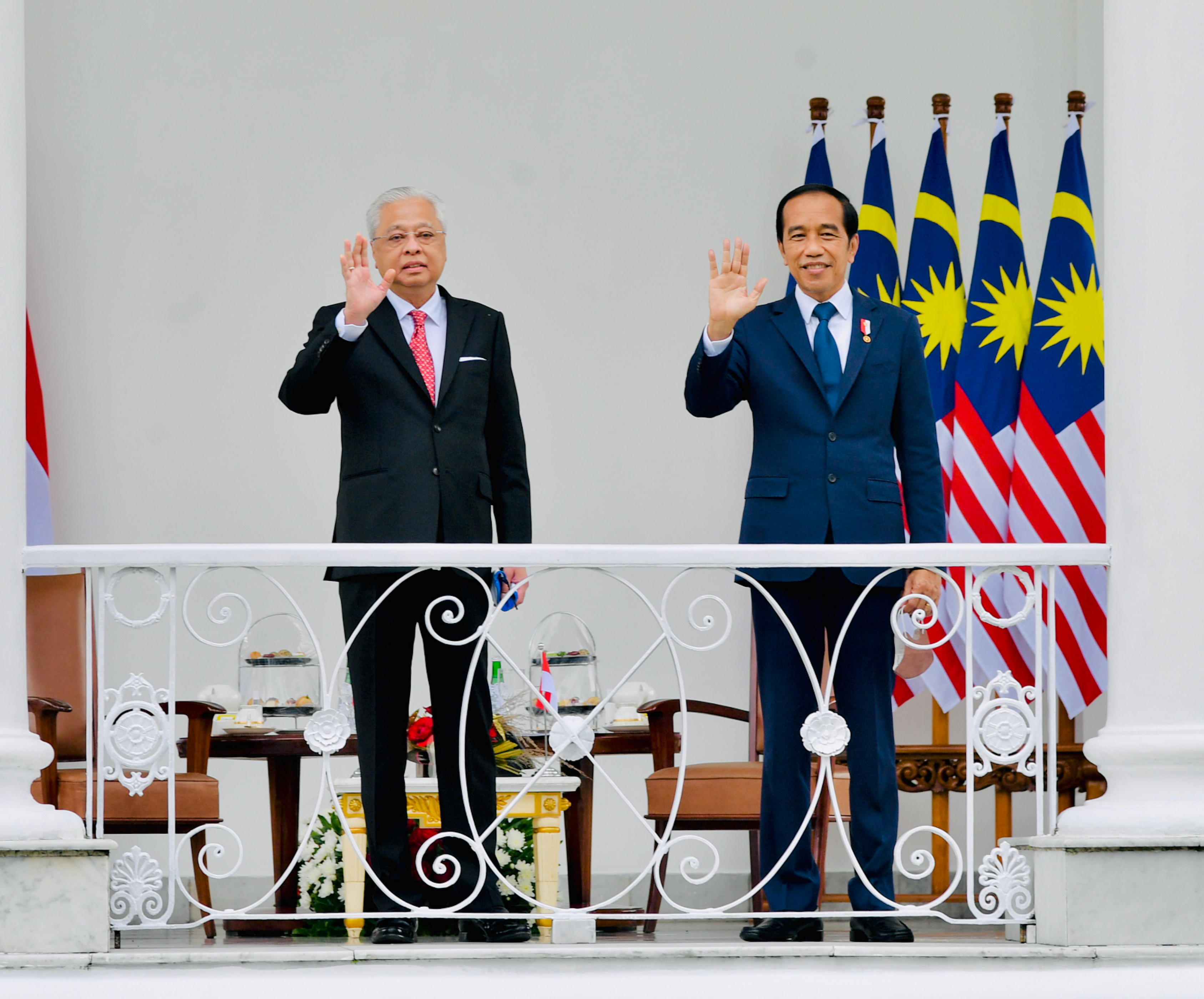
马来西亚首相依斯迈沙比里首次訪問印尼期間和印尼總統佐科·維多多會面。

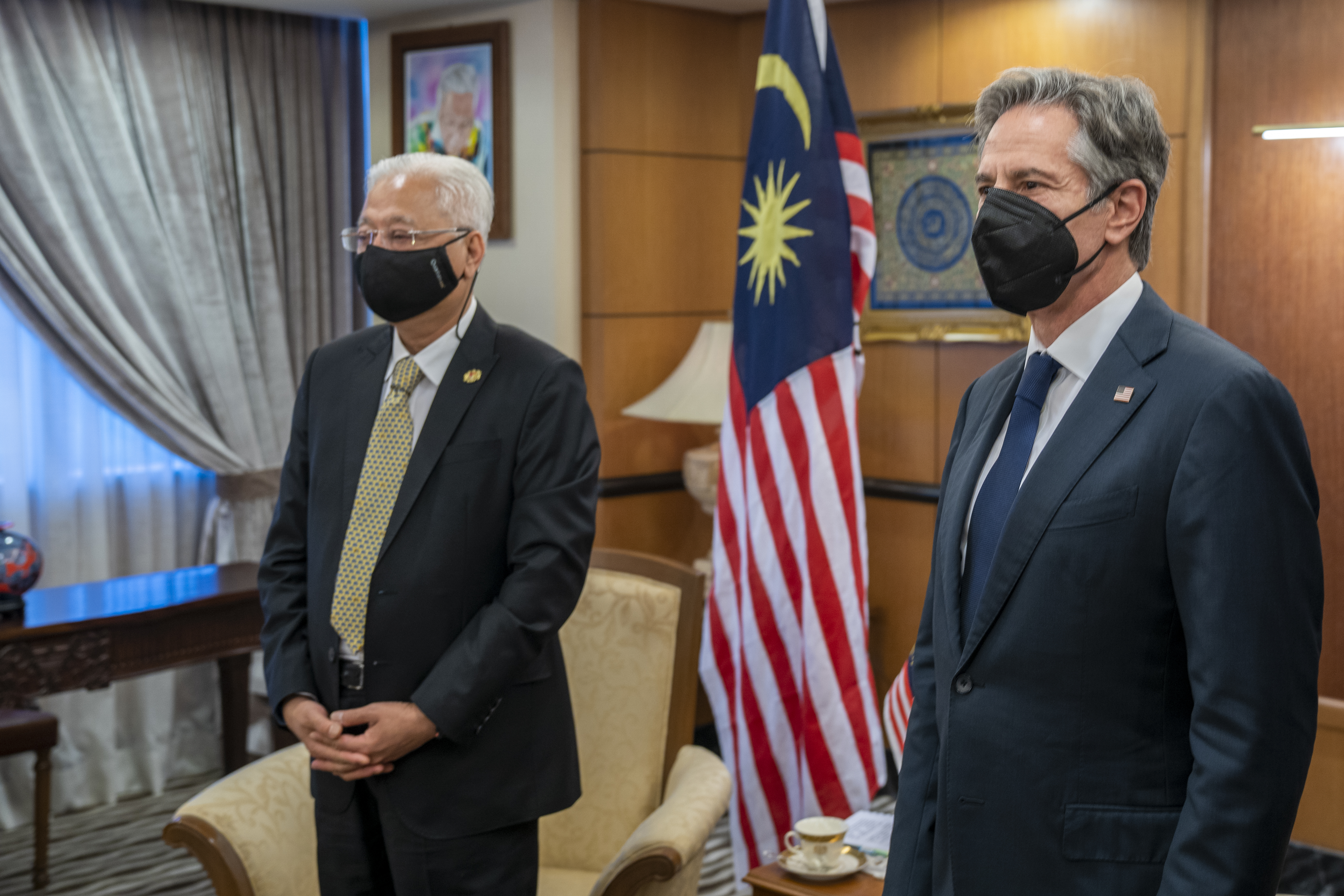
依斯迈沙比里在國會大廈會見來訪的美國國務卿安東尼·布林肯。

2021年8月21日，依斯迈沙比里就任首相后新加坡总理李显龙在贺电中邀请他访问新加坡，并希望加强马新关系。

### 解散国会
2022年10月10日，依斯迈通过电视和網路直播，在首相署宣布国会解散，因此，第15届全国大选将在60天内举行。他在特别演讲中表示：“谨此通知全马人民，我昨日已觐见国家元首苏丹阿都拉，获得陛下御准今日解散国会。”

## 卸任后
卸任首相后，伊斯邁沙比里没有被任命政府职位，他本人也放棄競選巫統副主席。并继续支持他的繼任者領導的希盟和國陣組成的联合政府。尽管如此，他仍被广泛视为亲国盟。这一观点得來源于他对安華內閣生存缺乏信心。他警告说，政府内各政党和联盟的伙伴关系之间存在裂痕。他将这种伙伴关系和关系描述为“强迫婚姻”，并补充说，这种关系不会很好地发挥作用，最终会导致永久的分手和分裂。 2023年2月5日，依斯迈沙比里表示他可能在完成第五个国会议员任期后离开政坛。然而当月晚些时候，依斯迈沙比里表示，他还没有退出政坛的明确计划，将观察未来5年后再做出决定，可能会退出政坛，为新的和更年轻的候选人让路。

## 争议
依斯迈沙比里因其馬來人至上思想及言論招致爭議。

### 杯葛华商论
2015年2月1日，依斯迈沙比里发表“杯葛华商论”，呼吁马来消费者抵制华商物品，施压他们降低物价，该言论引起华社不满。前首相马哈迪·莫哈末批评他发言前没有三思，并强调物价高涨与商家的种族无关，因为其他种族如马来人和印族商家一样没有降低物价。

### 开设巫裔版刘蝶广场
2015年8月，依斯迈沙比里在发生刘蝶广场骚乱事件后，以种族导向的思维宣布将开设专属巫裔商家的‘刘蝶广场2’，并命名为玛拉数码广场，同年也为吉隆坡的玛拉数码广场主持开幕，并覆蓋到在关丹、怡保、新山和沙亚南等城市，但一年后计划失败，所有数码广场已经关闭或转型。

### 吃海龟蛋疑云
2015年8月，依斯迈沙比里在山打根一场聚会上被发现照片中有海龟蛋壳，虽然当时他表示自己胆固醇高，没有吃海龟蛋，还称自己不知道法律禁止，但照片显示他前面的盘子上有蛋壳。他也因为这件事饱受批评。 

### 停赞助新生至泰莱大学深造
2015年9月21日，依斯迈沙比里表示，人民信托基金局（Mara）将停止赞助新生到泰莱大学深造，但他未详细说明个中原因。惟他强调，当局不会停止赞助目前已在该大学就读的学生。对此马华公会中委郑联科强调，教育不应政治化，奖学金也不该政治化，更不应该利用教育来进行政治报复，并指依斯迈沙比里的宣布已引起人民置疑是一项报复泰莱大学终止与载送“916集会”集会者的“Wawasan Sutera”巴士公司合约。

### 不管制电子烟
2015年10月30日，依斯迈沙比里发表不管制电子烟的言论。他在面子书上贴文宣布内阁不禁止电子烟，称电子烟生意多是马来年轻人所拥有。而当时卫生部则宣布将会通过健康教育严格管制电子烟。这件事也引起网民热议，其中不乏批评声浪。

### 违反SOP
2020年11月30日，社交网络上流传沙比里到马六甲进行工作访问期间，他与马六甲州首长苏莱曼和马六甲州议长阿都劳勿尤索夫等10多人，在室内围坐在一张长方形的桌子，违反了保持人身距离SOP和没戴口罩图片。当晚，他在面子书上传正面角度的照片反驳指控，并让社会大众评理。然而该照片也显示了沙比里没有维持1公尺人身距离的规定。卫生部前副部长李文材对此抨击沙比礼的声明令人民混淆，并强调政府官员必须保持一致，不应该持有任何双重标准。沙比里随后于12月2日指示其助理针对图片事件报警处理。

### 饮用高档矿泉水惹议
2022年1月31日，首相办公室在社交媒体上传了一段26秒的短片，内文说明是依斯迈沙比里主持国家生活成本行动理事会（NACCOL）的一场特别会议。该会议决定在2月5日至6月5日期间将标准鸡肉的最高零售价格从每公斤9令吉10仙降低至8令吉90仙。
然而，会议上的矿泉水却成为网民的焦点，包括依斯迈沙比里与高官等人的桌上放着数瓶500毫升的法国著名矿泉水“依云”（Evian）。根据连锁超市“Jaya Grocer”的网站，每瓶500毫升的“依云”矿泉水售价为4令吉50仙。而每瓶600毫升的本地品牌“Spritzer”矿泉水售价只需1令吉25仙。
前首相马哈迪·莫哈末的前新闻秘书恩迪（Endie Shazlie Akhbar）发文批评这场会议所有出席者的月薪加起来达到100万令吉，但鸡肉的定价只减少了20仙。社运分子阿兹鲁（Azrul Mohd Khalid）对于一瓶1.5升的依云矿泉水价格几乎与一公斤的鸡肉价格相同，感到难以置信。
2022年2月5日，民主行动党甲洞国会议员林立迎批评依斯迈沙比里主持国家生活成本行动理事会会议，出席者被招待喝的是依云矿泉水。他表示，若这些水是通过赞助而获得的，就应该公开赞助者的身份。
对于林立迎的批评，前首相纳吉·阿都拉萨在臉书反问：“行动党没有其他课题了吗？ ”纳吉也以不点名方式调侃说，前财政部长在任时称国家破产，在发表演说时也是喝著同一款“名牌水”。尽管纳吉在面子书撰文时没有点名，但他在贴文附上林立迎的批评，以及一张前财政部长林冠英在讲台上进行演说时，旁边放著依云（Evian）矿泉水的照片。

### 涉及大马一家广告拨款案
2025年3月3日，马来西亚反贪污委员会宣布将依斯迈沙比里列为嫌犯以协助调查在其任内发生的“大马一家”广告拨款案，同时查封其拥有的1亿7700万令吉的资产和13个银行户口。

## 評价
2024年，净选盟对除第5任首相的在世首相进行了制度改革层面的评估。沙比里被评为“改革最佳首相”，现任首相安华·依布拉欣领导的团结政府仅获得D等成绩高于第6任首相纳吉·阿都拉萨和第8任首相慕尤丁·雅辛。沙比里在其15个月的任期且意外登上首相之位的情況下不仅修宪程序让年满18岁的公民自动成为选民，也制定和通过反跳槽法。

## 荣誉

### 勋章
- 马六甲：
  -  马六甲荣誉勋章（DMSM）—拿督（2004）[54]
  -  马六甲辉煌勋章（DGSM）—拿督斯里（2020）[55][56]
  -  马六甲乌达玛勋章（DUMN) - 拿督斯里乌达玛（2022）[57][58][59][60]
- 彭亨：
  -  彭亨王冠拿督勋章（DIMP）—拿督（2005）[61]
  -  苏丹阿末沙效忠斯里勋章（SSAP）—拿督斯里（2008）[62]
- 沙巴：
  -  神山领袖勋章（SPDK）—拿督斯里邦里玛（2020）[63][64]
- 砂拉越：
  -  犀鸟之星拿督巴丁宜勋章（DP）—拿督巴丁宜（2022）[65][66]

### 榮譽學位
- 日本：
  - 日本大學醫學榮譽博士（2022）[67]